# Dicerocaryum eriocarpum
Dicerocaryum eriocarpum är en sesamväxtart som först beskrevs av Dcne., och fick sitt nu gällande namn av J. Abels. Dicerocaryum eriocarpum ingår i släktet Dicerocaryum och familjen sesamväxter. Inga underarter finns listade i Catalogue of Life.